# Château de Moyen
Le château de Moyen dit château de Qui-qu'en-grogne se situe sur la commune de Moyen (Meurthe-et-Moselle).

## Histoire

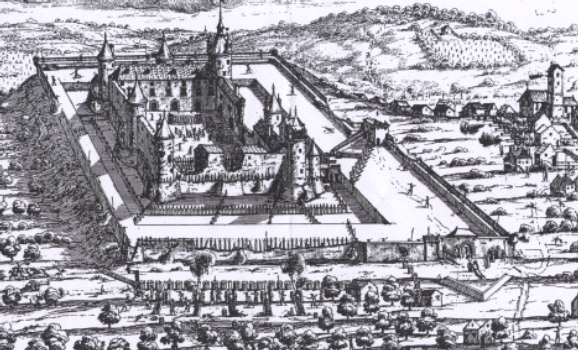
Gravure ancienne du château de Moyen par François Collignon. Au bas de cette gravure on pouvait lire en vieux français : « PLAN DU CHASTEAU DE MOYEN ANCIENEMENT DIT QUIQUENGROGNE BASTI LAN 1444 ASSIEGE PAR MONSEIGNEUR DU HALLIER GOUVERNEUR DES DUCHES DE LORRAINE ET DE BAR LAN 1639, DEDIE ET PRESENTE A MON DIT SEIGr ».

Le château du Qui qu'en grogne est un château qui a subi de nombreuses transformations jusqu'à nos jours. On pense qu'un lieu fortifié existait déjà à l'époque gallo-romaine comme le nom du lieu (Medium Castrum) le laisse supposer.
Durant le haut Moyen Âge (XIIe siècle), le nom de Moyen apparait dans de nombreux documents comme un lieu fortifié.
Du XIIIe au XVe siècle, Moyen devient une châtellerie importante qui comprend les communes environnantes et qui dépend des évêques de Metz.
C'est au milieu du XVe siècle (1444), que l'évêque de Metz (Conrad Bayer de Boppart) rase l'ancien château pour y construire une puissante forteresse. C'est de cette reconstruction que nous devons le château dans l'état où nous le connaissons aujourd'hui. Adapté pour l'artillerie, il présente des caractéristiques propre à l'usage des canons et autres couleuvrines qui font alors leur apparition sur la scène de l'armement.
La révolution (1789) viendra finir le travail de Richelieu qui en 1639 avait fait démanteler le château après l'avoir assiégé et pris.(voir gravure de François Collignon ci-contre)
En 1983, une association locale décide de s'atteler à la mise en valeur du site. De nombreux chantiers de restauration sont alors mis en œuvre chaque année.

## Constitution
Le château était approximativement carré avec une double enceinte. Les murailles de l'enceinte extérieure avaient treize mètres de haut et faisaient un mètre soixante d'épaisseur. La muraille intérieure était encore plus forte avec seize mètres de haut et deux mètres cinquante d'épaisseur. Les bâtiments étaient adossés à cette muraille, et entouraient une cour rectangulaire.

## Particularités encore visibles

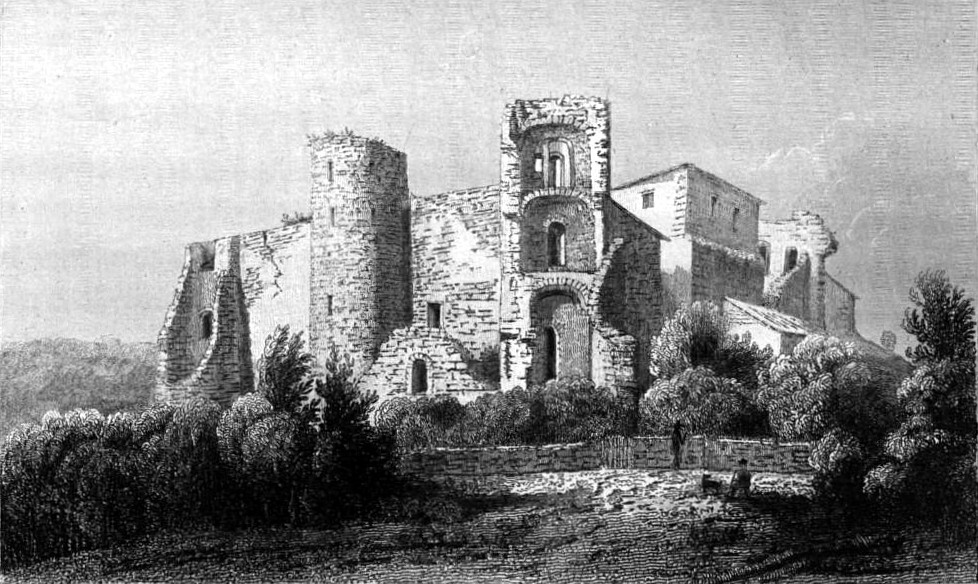
Gravure du château de Moyen en 1838.

Parmi les éléments encore visibles du château, on notera :
- la maison seigneuriale avec sa porte d'entrée qui laisse entrevoir les blasons des seigneurs qui s'y sont succédé,
- la tour de la prison où l'on a relevé différentes inscriptions dont : « Laborde a été en prison pour avoir donné les cordes au violon mardi-gras 1584 », « La mère Chéqui a été en prison pour faire le sabas à plusieurs reprises »,
- le palais épiscopal, fortement dégradé, mais qui offre d'importantes possibilités de lecture historique,
- le puits qui est actuellement fermé par ses pierres de margelle et une bonne partie des murailles du château.

À voir aussi une très belle cave voutée de 140 mètres carrés avec des piliers reliés par des arcs en anse de panier.

## Protection
Les ruines du château font l'objet de différentes protections.
Le 3 juin 1932, un site naturel classé de 2 ha de nature historique est créé autour du château.
Le château a tout d'abord été inscrit monument historique le 19 janvier 1927, puis partiellement classé le 18 novembre 1985. Il fait l’objet d’un classement au titre des monuments historiques depuis le 16 octobre 1992. Les parties classées le sont en tant que « Bâtiments, ruines et vestiges » (y compris la porte nord-est, la tour de la prison, la chapelle et la tour sud, le logis avec cave ouest et la maison seigneuriale). L'arrêté de classement de 1992 annule les précédents inscription et classement.
La Monnaie de Paris a édité en 1982 une médaille bronze et argent Le château de Moyen créée par Roland Irolla.